# Новомеловский сельсовет
Новомеловский сельсовет — сельское поселение в Горшеченском районе Курской области Российской Федерации.
Административный центр — село Новомеловое.

## История
Статус и границы сельского поселения установлены Законом Курской области от 21 октября 2004 года № 48-ЗКО «О муниципальных образованиях Курской области»

## Население
| 2002  | 2010  | 2012  | 2013  | 2014  | 2015  | 2016  |
| ----- | ----- | ----- | ----- | ----- | ----- | ----- |
| 1563  | ↘1276 | ↘1239 | ↘1207 | ↘1206 | ↘1174 | ↗1182 |
| 2017  | 2018  | 2019  | 2020  | 2021  |       |       |
| ↘1142 | ↘1097 | ↘1058 | ↘1043 | ↗1139 |       |       |

## Состав сельского поселения
| № | Населённый пункт | Тип населённого пункта       | Население |
| - | ---------------- | ---------------------------- | --------- |
| 1 | Мелавский        | посёлок                      | ↘119      |
| 2 | Новомеловое      | село, административный центр | ↘790      |
| 3 | Старомеловое     | село                         | ↘367      |